# Paulus de Roda
Pour les articles homonymes, voir de Broda.
Paulus de Roda, Paulus de Rhoda, Paulus de Broda ou Pa(u)wels van Rode, né vers 1450-1460 et mort en 1514, est un compositeur de l'école dite franco-flamande. 

## Biographie
On sait peu de la vie de Pauwels van Rode.  Il compte parmi les représentants de la troisième génération de compositeurs néerlandais de l'école franco-flamande.
Il est d'abord mentionné dans les livres de comptes de l'Illustre Confrérie de Notre-Dame de Bois-le-Duc, où il travailla dès 1471. Pauwels aurait recruté des musiciens, et plus particulièrement un ténor, pour le compte de la confrérie.
Paulus de Rhoda fut maître de chœur de la guilde de Notre-Dame de l'église Sainte-Gertrude de Berg-op-Zoom de 1484 à 1489.  Il y avait succédé à Jacob Obrecht (1457/1458-1505), qui avait quitté Berg-op-Zoom pour la première fois en 1484 pour se faire engager comme maître de chapelle à Cambrai le 28 juillet 1484.
En 1496-1497, l'Illustre Confrérie de Notre-Dame de Bois-le-Duc acheta à Paulus de Roda une copie d'un Requiem, perdu depuis lors.
En 1504, on mentionne un maître « Pauwels van Rode » qui avait auditionné, puis engagé un chantre avec le consentement de la Confrérie. Vers 1501-1507, Nicolaes Craen était « sangmeester » (maître de chant) de la Confrérie. Les sources mentionnent également que Pauwels fut engagé le 8 juin 1502 (« aegenomen sWoensdachs te weten 8 junij »). En 1506, maître « Pouwels van Rode » reçut de l'argent pour recruter un ténor et d'autres bons chantres à Amsterdam. La même année, un maître « Pouwelsen van Rode » fit subir une épreuve à deux chanteurs amstellodamois et les emmena ensuite à la Confrérie. 
En 1514, la Confrérie consacra un Requiem à « Paulus de Rhoda », ce qui indique sans doute qu'il avait trouvé la mort la même année.  On ignore quel poste « Paulus de Rhode » occupa au sein de la Confrérie à l'époque.

## Œuvre
Seulement quatre œuvres qui lui sont attribuées nous sont parvenues, en particulier, dans les manuscrits suivants : 
- manuscrit MS 2856 (de 1479-1481), de la bibliothèque Casanatense à Rome (contient la chanson Ghenochte drive, à trois voix avec incipit néerlandais mais, par ailleurs, sans paroles) ;

- chansonnier manuscrit allemand de Głogów (Glogauer Liederbuch) (vers 1480), de la bibliothèque Jagellonne de Cracovie ;

- manuscrit Apel.

Van Rode écrivit un motet instrumental (SAAT) sur le thème Der Pfauenschwantz, une mélodie très populaire aux Pays-Bas à cette époque et également mise en musique par Jacques Barbireau (ca. 1455-1491).  C'est surtout l'harmonisation de Barbireau qui devint particulièrement célèbre ; Jacob Obrecht en emprunta même le thème pour l'une de ses messes (vers 1490). 

## Sources
- (nl) Bonda, Jan Willem.  De meerstemmige Nederlandse liederen van de vijftiende en zestiende eeuw, Hilversum, Verloren, 1996  (ISBN 978-90-655-0545-3).
- (en) Goossens, Wim.  Paulus de Rhoda, [En ligne], réf. du 17 octobre 2014.  [www.requiemsurvey.org].
- (en) Noblitt, Thomas.  « Additional Compositions by Paulus de Rhoda? », Tijdschrift van de Vereniging voor Nederlandse Muziekgeschiedenis, 37e vol., 1987, p. 49-63.
- (de) Paulus de Roda, [En ligne], [s. d.], réf. du 17 octobre 2014.  [www.musiklexikon.net].